# Сельсо Аяла
Сельсо Рафаель Аяла Гавілан (ісп. Celso Rafael Ayala Gavilán, нар. 20 серпня 1970, Асунсьйон, Парагвай) — парагвайський футболіст, що грав на позиції флангового півзахисника, захисника.
Виступав, зокрема, за клуб «Рівер Плейт», а також національну збірну Парагваю.
Дворазовий володар Кубка Лібертадорес. 

## Клубна кар'єра
У дорослому футболі дебютував 1990 року виступами за команду клубу «Олімпія» (Асунсьйон), в якій провів чотири сезони.
Згодом з 1994 по 2000 рік грав у складі команд клубів «Росаріо Сентраль», «Рівер Плейт», «Реал Бетіс», «Атлетіко» та «Сан-Паулу». Протягом цих років виборов титул володаря Кубка Лібертадорес.
Своєю грою за останню команду знову привернув увагу представників тренерського штабу клубу «Рівер Плейт», до складу якого повернувся 2001 року. Цього разу відіграв за команду з Буенос-Айреса наступні чотири сезони своєї ігрової кар'єри.
Завершив професійну ігрову кар'єру у клубі «Коло-Коло», за команду якого виступав протягом 2005—2006 років.

## Виступи за збірну
1993 року дебютував у складі національної збірної Парагваю у матчі проти Болівії. Протягом кар'єри у національній команді, яка тривала 10 років, провів у формі головної команди країни 85 матчів, забивши 6 голів.
У складі збірної був учасником розіграшу Кубка Америки 1993 року в Еквадорі, розіграшу Кубка Америки 1995 року в Уругваї, розіграшу Кубка Америки 1997 року у Болівії, чемпіонату світу 1998 року у Франції, розіграшу Кубка Америки 1999 року у Парагваї, чемпіонату світу 2002 року в Японії і Південній Кореї.

## Титули і досягнення
- Володар Кубка Лібертадорес (2):

«Олімпія» (Асунсьйон): 1990
«Рівер Плейт»:  1996
- Володар Суперкубка Лібертадорес (1):

«Рівер Плейт»: 1997